# Sant Martí de Llémena
Sant Martí de Llémena település Spanyolországban, Girona tartományban. Sant Martí de Llémena Sant Miquel de Campmajor, Canet d’Adri, Sant Gregori, Sant Julià del Llor i Bonmatí, Amer, Sant Aniol de Finestres és Mieres községekkel határos. Lakosainak száma 706 fő (2024).

## Népesség
A település népessége az elmúlt években az alábbi módon változott:
| Lakosok száma | 368  | 921  | 1129 | 788  | 373  | 509  | 545  | 626  | 633  | 706  |
|               | 1717 | 1887 | 1936 | 1960 | 1986 | 2004 | 2009 | 2014 | 2019 | 2024 |